# Katja Wilken
Katja Wilken (* 1970 in Emden) ist eine deutsche Juristin und seit dem 1. April 2024 Präsidentin des Bundesverwaltungsamtes.

## Leben
Nach dem Abitur in Dortmund studierte Wilken von 1989 bis 1995 Rechtswissenschaft an der Ruhr-Universität Bochum. Nach dem Staatsexamen war sie erst als Rechtsanwältin in Essen und später als Projektmanagerin tätig. 2002 wechselte sie zur Bundesagentur für Arbeit, wo sie bis 2018 verschiedene Führungsfunktionen hatte. Im Jahr 2015 erhielt Wilken eine Zuweisung zum Bundesamt für Migration und Flüchtlinge und wurde dort zur operativen Leitung des Flüchtlingsmanagements in der Zentrale in Nürnberg ernannt. 2017 übernahm sie beim Bundesministerium des Innern die Rolle der Beauftragten für das Flüchtlingsmanagement. 2018 wechselte Wilken zum Statistischen Bundesamt in Wiesbaden. Dort leitete sie die Abteilungen Bevölkerung, Finanzen und Steuern und Digitalisierung und Digitale Dienste. 2018 bis 2020 war sie nebenamtliche Direktorin des Bundesinstituts für Bevölkerungsforschung. Seit Oktober 2022 ist Wilken Mitglied der Gründungskommission des Dateninstituts.
Im November 2022 wurde Wilken zur Vizepräsidentin des Bundesverwaltungsamtes ernannt und am 1. April 2024, als Nachfolgerin von Christoph Verenkotte, Präsidentin des Bundesverwaltungsamtes.
Sie war Teil der unabhängigen Kommission zur Erarbeitung einer Konzeption für das deutsche Dateninstitut. Dieser wurde im Dezember 2022 veröffentlicht.